# Lista över fornlämningar i Hällefors kommun
Lista över fornlämningar i Hällefors kommun är en förteckning av ett urval av de fornlämningar som finns i Hällefors kommun.

## Grythyttan
| Namn             | Lämningstyp                      | Tillkomsttid | Historisk indelning     | Plats | Läge                 | ID-nr          | Bild                                 |
| ---------------- | -------------------------------- | ------------ | ----------------------- | ----- | -------------------- | -------------- | ------------------------------------ |
| Grythyttan 41:1  | Röse                             |              | Grythyttan, Västmanland |       | 59.722500, 14.520846 | 10222600410001 | Ladda upp en bild av detta fornminne |
| Grythyttan 41:2  | Röse                             |              | Grythyttan, Västmanland |       | 59.722371, 14.521018 | 10222600410002 | Ladda upp en bild av detta fornminne |
| Grythyttan 41:3  | Röse                             |              | Grythyttan, Västmanland |       | 59.722234, 14.520932 | 10222600410003 | Ladda upp en bild av detta fornminne |
| Grythyttan 42:1  | Ristning, medeltid/historisk tid |              | Grythyttan, Västmanland |       | 59.727631, 14.523286 | 10222600420001 | Ladda upp en bild av detta fornminne |
| Grythyttan 118:1 | Stensättning                     |              | Grythyttan, Västmanland |       | 59.704949, 14.516727 | 10222601180001 | Ladda upp en bild av detta fornminne |
| Grythyttan 118:2 | Stensättning                     |              | Grythyttan, Västmanland |       | 59.704822, 14.516772 | 10222601180002 | Ladda upp en bild av detta fornminne |
| Grythyttan 262:1 | Stensättning                     |              | Grythyttan, Västmanland |       | 59.705603, 14.571665 | 10222602620001 | Ladda upp en bild av detta fornminne |
| Grythyttan 262:2 | Stensättning                     |              | Grythyttan, Västmanland |       | 59.705704, 14.571665 | 10222602620002 | Ladda upp en bild av detta fornminne |
| Grythyttan 262:3 | Stensättning                     |              | Grythyttan, Västmanland |       | 59.705804, 14.571646 | 10222602620003 | Ladda upp en bild av detta fornminne |
| Grythyttan 262:4 | Stensättning                     |              | Grythyttan, Västmanland |       | 59.705868, 14.571559 | 10222602620004 | Ladda upp en bild av detta fornminne |
| Grythyttan 390:1 | Stensättning                     |              | Grythyttan, Västmanland |       | 59.704109, 14.517246 | 10222603900001 | Ladda upp en bild av detta fornminne |
| Grythyttan 390:2 | Stensättning                     |              | Grythyttan, Västmanland |       | 59.704013, 14.517500 | 10222603900002 | Ladda upp en bild av detta fornminne |
| Grythyttan 427:1 | Röse                             |              | Grythyttan, Västmanland |       | 59.707805, 14.644312 | 10222604270001 | Ladda upp en bild av detta fornminne |

## Hjulsjö
| Namn                          | Lämningstyp  | Tillkomsttid | Historisk indelning  | Plats | Läge                 | ID-nr          | Bild                                 |
| ----------------------------- | ------------ | ------------ | -------------------- | ----- | -------------------- | -------------- | ------------------------------------ |
| Hackhemskyrkan (Hjulsjö 23:1) | Stensättning |              | Hjulsjö, Västmanland |       | 59.743080, 14.746444 | 10223500230001 | Ladda upp en bild av detta fornminne |
| Hjulsjö 24:1                  | Röse         |              | Hjulsjö, Västmanland |       | 59.739679, 14.747616 | 10223500240001 | Ladda upp en bild av detta fornminne |
| Hjulsjö 43:1                  | Röse         |              | Hjulsjö, Västmanland |       | 59.779908, 14.816384 | 10223500430001 | Ladda upp en bild av detta fornminne |
| Hjulsjö 43:2                  | Stensättning |              | Hjulsjö, Västmanland |       | 59.779855, 14.817382 | 10223500430002 | Ladda upp en bild av detta fornminne |
| Hjulsjö 43:3                  | Stensättning |              | Hjulsjö, Västmanland |       | 59.779560, 14.817231 | 10223500430003 | Ladda upp en bild av detta fornminne |
| Hjulsjö 54:1                  | Röse         |              | Hjulsjö, Västmanland |       | 59.781996, 14.816244 | 10223500540001 | Ladda upp en bild av detta fornminne |
| Hjulsjö 62:1                  | Stensättning |              | Hjulsjö, Västmanland |       | 59.781432, 14.816956 | 10223500620001 | Ladda upp en bild av detta fornminne |
| Hjulsjö 62:2                  | Stensättning |              | Hjulsjö, Västmanland |       | 59.781220, 14.816946 | 10223500620002 | Ladda upp en bild av detta fornminne |
| Hjulsjö 63:1                  | Stensättning |              | Hjulsjö, Västmanland |       | 59.780696, 14.817052 | 10223500630001 | Ladda upp en bild av detta fornminne |
| Hjulsjö 278:1                 | Stensättning |              | Hjulsjö, Västmanland |       | 59.784954, 14.814741 | 10223502780001 | Ladda upp en bild av detta fornminne |

## Hällefors
| Namn                       | Lämningstyp                      | Tillkomsttid | Historisk indelning    | Plats | Läge                 | ID-nr          | Bild                                 |
| -------------------------- | -------------------------------- | ------------ | ---------------------- | ----- | -------------------- | -------------- | ------------------------------------ |
| Saxeknot (Hällefors 333:1) | Ristning, medeltid/historisk tid |              | Hällefors, Västmanland |       | 59.774193, 14.459147 | 10223703330001 | Ladda upp en bild av detta fornminne |
| Saxeknot (Hällefors 333:2) | Ristning, medeltid/historisk tid |              | Hällefors, Västmanland |       | 59.774177, 14.459111 | 10223703330002 | Ladda upp en bild av detta fornminne |
| Saxeknot (Hällefors 333:3) | Ristning, medeltid/historisk tid |              | Hällefors, Västmanland |       | 59.774237, 14.458915 | 10223703330003 | Ladda upp en bild av detta fornminne |
| Saxeknot (Hällefors 333:4) | Ristning, medeltid/historisk tid |              | Hällefors, Västmanland |       | 59.774275, 14.458870 | 10223703330004 | Ladda upp en bild av detta fornminne |
| Saxeknot (Hällefors 333:5) | Ristning, medeltid/historisk tid |              | Hällefors, Västmanland |       | 59.774213, 14.458951 | 10223703330005 | Ladda upp en bild av detta fornminne |
| Saxeknot (Hällefors 333:6) | Ristning, medeltid/historisk tid |              | Hällefors, Västmanland |       | 59.774210, 14.458971 | 10223703330006 | Ladda upp en bild av detta fornminne |